# Сальтімбока
Сальтімбока (італ. Salt' im bocca!, букв. «стрибай до рота!») — популярна в усьому світі страва римської кухні. Сальтімбока — це тонкий шніцель із телятини зі скибочкою прошуто і шавлією. Також замість телятини іноді використовують свинину або куряче м'ясо. М'ясо маринується у вині або солоній воді залежно від регіону й особистих переваг.
Для готування найпопулярнішого варіанту сальтімбоки — saltimbocca alla Romana — тонкий шар телятини відбивають, зверху кладуть скибочку прошуто (пармської шинки) і листя шавлії. У деяких рецептах сальтімбоку згортають так, щоб шинка була всередині. Далі шніцель обсмажується в маслі й смажиться до готовності з Марсалою.